# Alpaida rubellula
Alpaida rubellula là một loài nhện trong họ Araneidae.
Loài này thuộc chi Alpaida. Alpaida rubellula được Eugen von Keyserling miêu tả năm 1892.